# Дуглас, Перси, 10-й маркиз Куинсберри
Перси Шолто Дуглас, 10-й маркиз Куинсберри (англ. Percy Sholto Douglas, 10th Marquess of Queensberry; 13 октября 1868 — 1 августа 1920) — шотландский аристократ.

## Биография
Родился 13 октября 1868 года в Каммертрисе, Дамфрис, Шотландия. Второй сын Джона Шолто Дугласа, 9-го маркиза Куинсберри (1844—1900) и Сибил Монтгомери (? — 1935). Брат лорда Альфреда Дугласа, любовника Оскара Уайльда. После смерти своего старшего брата Фрэнсиса Дугласа, виконта Драмланрига (1967—1894), Перси Шолто Дуглас носил титул учтивости — виконт Драмланриг.

## Карьера
В юности Дуглас служил в Королевском военно-морском флоте мичманом, затем в британской армии в качестве второго лейтенанта в 3-м (милицейском) батальоне Собственного Его Величества шотландского пограничного полка с 1889 по 1891 год.
Он отправился в Калгурли, Австралия, в качестве золотоискателя во время золотой лихорадки, начавшейся в 1893 году, а позже управлял придорожным домом в Канаде. Он вернулся в Лондон, где участвовал в нескольких неудачных финансовых начинаниях. В 1911 году он уехал в Соединенные Штаты, где работал репортером в нью-йоркских и чикагских газетах.

## Отношения с отцом и Оскаром Уайльдом
Перси Шолто Дуглас, не являвшийся наследником своего отца до смерти своего старшего брата, имел сложные отношения с отцом, который однажды назвал его «так называемым скунсом моим сыном». 9-й маркиз, будучи атеистом, отрекся от него за то, что он женился на дочери священника в 1893 году перед отъездом в Австралию, но по возвращении добился примирения. Во время процесса над Оскаром Уайльдом в 1895 году его отец напал на него на лондонской улице, в результате чего оба мужчины были связаны, чтобы сохранить мир за 500 фунтов стерлингов (на сумму не менее 29 945 фунтов в 2005 году). В 1900 году умирающий отец плюнул на него, когда он приехал в гости.
Через три недели после похорон их отца новый маркиз и лорд Альфред посетили Оскара Уайльда в Париже, где англо-ирландский Уайльд вспомнил, что они были «в глубоком трауре и в приподнятом настроении. Англичане такие». Он растратил то, что осталось от семейного состояния менее чем за восемнадцать месяцев, и в декабре 1901 года ему предъявили иск о банкротстве.

## Семья
Маркиз Куинсберри был дважды женат. 11 сентября 1893 года он женился первым браком на Энн Мэри (известной как «Минни») (1866 — 25 апреля 1917), дочери преподобного Томаса Уолтерса, викария Ройстона близ Лонсестона, Корнуолл. У супругов было дочь и два сына:
- Леди Дороти Мэдлин Дуглас (род. 5 июля 1894), муж с 1924 года капитан Эсмонд Браснелл Палмер (? — 1953)[7].
- Фрэнсис Арчибальд Келхед Дуглас, 11-й маркиз Куинсберри (17 января 1896 — 27 апреля 1954), старший сын и преемник отца[7]
- Лорд Сесил Чарльз Дуглас (27 декабря 1898 — 26 февраля 1981)[7]. В 1927 году женился на Руби де Вер-Фенн, дочери Джорджа де Вер-Фенн.

4 декабря 1918 года он женился вторым браком на Мэри Луизе, дочь Ричарда Бикела из Кардиффа, Уэльс, и вдове Эрнеста Моргана. У пары не было детей, и она умерла 4 апреля 1956 года.
Маркиз Куинсберри скончался 1 августа 1920 года в Йоханнесбурге, Южная Африка, в возрасте 51 года, и на посту 11-го маркиза его сменил старший сын. Он был похоронен в Англии на кладбище Кенсал-Грин в Лондоне.